# 忠海站
忠海站（日语：／ Tadanoumi eki */?），是一個位於廣島縣竹原市忠海地區，屬於西日本旅客鐵道（JR西日本）吳線的鐵路車站。
由於本站是前往旅客被稱為「兔子島」的大久野島的最近車站，由車站步行約5分鐘便可以到達前往大久野島的忠海港碼頭。為突顯旅遊熱點，月台上的站牌亦改以繪有兔子的彩色圖案看板。

## 歷史
車站於1932年7月10日隨著當時「三吳線」自安藝幸崎車站至竹原車站路段的通車時一同啟用，之後在1935年「三吳線」往西路段通車並與原本「吳線」接通後，三吳線也與原本的吳線整併為現在「吳線」。
在1987年配合國鐵分割民營化交由西日本旅客鐵道營運，2007年起導入新的閘機，開始可以使用非接觸式的智慧卡車票「ICOCA」。

## 車站結構
車站建築為以水泥建成的兩層高站房，左側單層為售票室，右側兩層高的部份則為候車室及兼作當地的社區中心，現時由非JR西日本的人員駐守，以簡易委託化的形式運作，二樓部份則不對外開放。
設有側式月台2個，其中靠近站房的1號月台為主發月台，所有往三原及糸崎方向的列車及大部份往廣、吳的列車均停靠於此。2號月台則只供列車交換時才使用，亦只提供下行方向的列車。

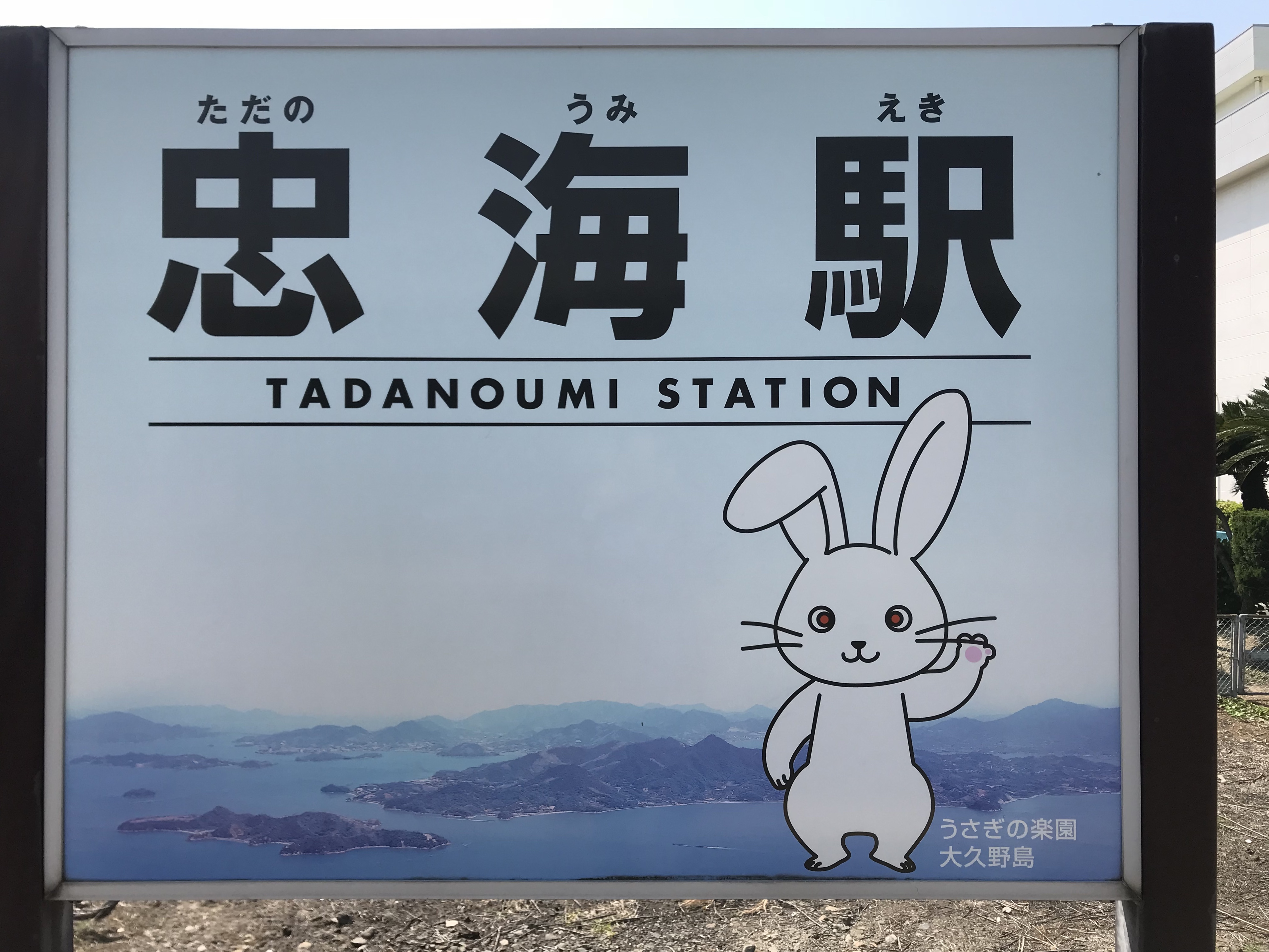
月台上繪有兔子圖案的車站站牌
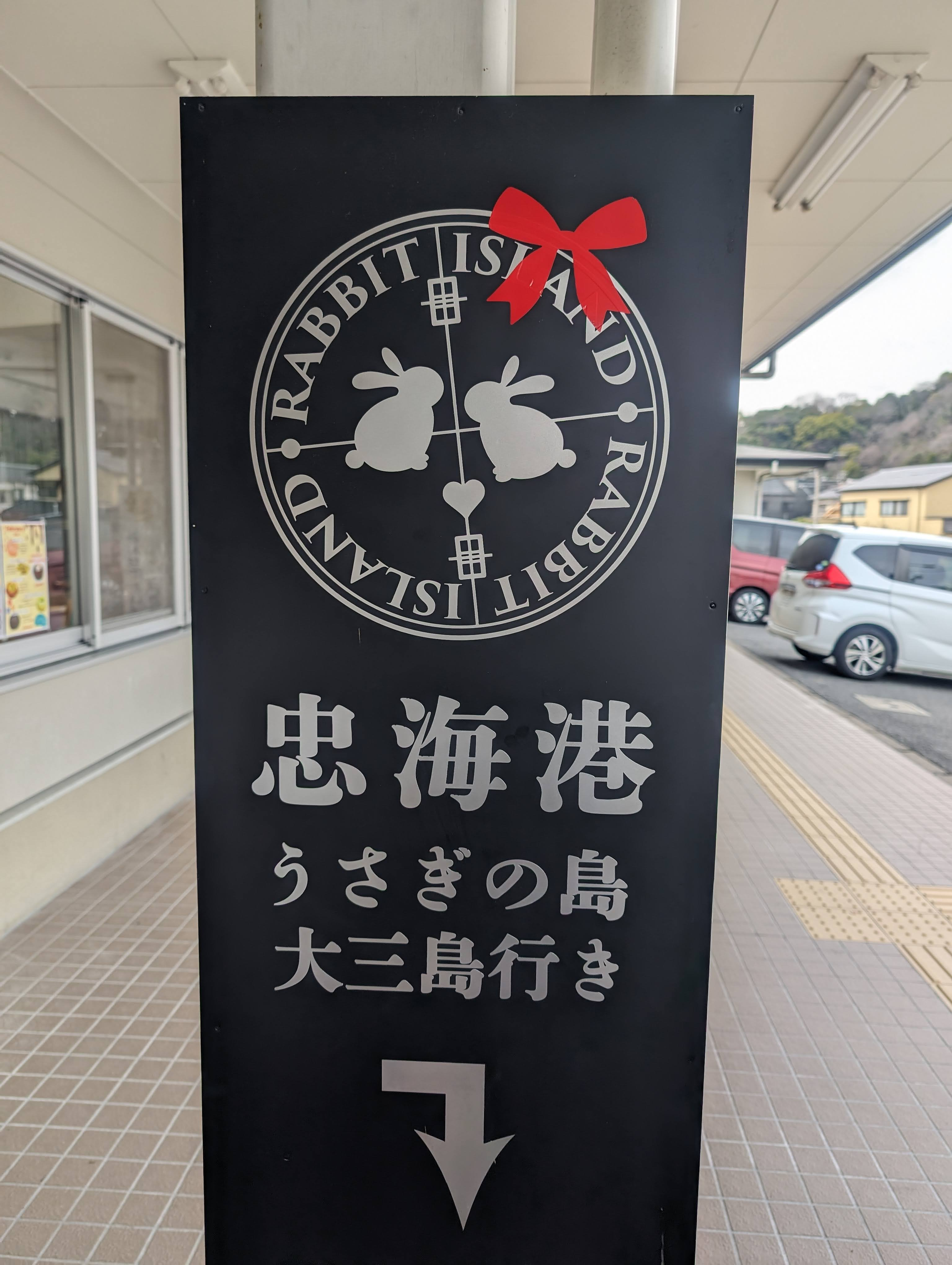
車站前往忠海港的道路指引牌

### 月台配置
| 月台 | 路線 | 方向 | 目的地           | 備註           |
| ---- | ---- | ---- | ---------------- | -------------- |
| 1    | 吳線 | 上行 | 往三原、福山方向 |                |
| 1    | 吳線 | 下行 | 往竹原、吳方向   | 通常使用此月台 |
| 2    | 吳線 | 下行 | 往竹原、吳方向   | 列車交會時使用 |

## 相鄰車站
西日本旅客鐵道（JR西日本）
 吳線
安藝幸崎－忠海－安藝長濱

## 引用的大眾文化
以竹原市一帶為故事背景的日本動畫《幸福光暈》，本站曾在第一季的第五集的場景中出現。

## 外部連結
- JR西日本忠海站官方網頁。 （页面存档备份，存于）